# Hanamanahalli, Mulbagal
Hanamanahalli là một làng thuộc tehsil Mulbagal, huyện Kolar, bang Karnataka, Ấn Độ.